# Fortuna Arena
Fortuna Arena nogometni je stadion u Pragu, u Češkoj. Nalazi se u četvrti Vršovice. Kapaciteta je 19.370 gledatelja i najsuvremeniji je stadion u Češkoj.
Na njemu svoje domaće utakmice igra Slavia i povremeno Češka nogometna reprezentacija. U sezoni 2011./12. na njemu je svoje domaće utakmice u skupini UEFA Lige prvaka igrala plzeňska Viktoria. Na njemu je 30. kolovoza 2013. odigran UEFA Superkup 2013.

## Povijest
Početkom 1950-ih godina, Slavia je bila prisiljena napustiti svoj stadion na Letni i izgrađen je novi stadion u Edenu u četvrti Vršovice. Kapacitet mu je bio oko 50 000 (uglavnom za stajanje). Drvena zapadna (glavna) tribina preuzeta je sa starog stadiona na Letni, a ostale su tribine bile betonske. Na stadionu se nalazila i atletska staza. Prva utakmica na ovom stadionu odigrala se 27. rujna 1953. godine, kada je Slavia remizirala 1-1 protiv ekipe Křídla vlasti Olomouc. Josef Bican postigao je gol za domaće. 

### Seoba
Tijekom 1970-ih godina postalo je očito da Eden nije pružio dovoljnu udobnost posjetiteljima te se počelo planirati graditi novi stadion na istom mjestu. Međutim, pod komunističkim režimom, planiranje je išlo prilično sporo. Napravljeno je nekoliko projekata, a gradnja je konačno trebala započeti 1990. Godine 1989., Slavia se privremeno preselila na obližnji stadion Ďolíček (dom FC Bohemians Prag, danas poznat kao Bohemians 1905), a istočna tribina je srušena. Međutim, svrgavanje komunističkog režima 1989. godine odgodilo je izgradnju. U međuvremenu se Slavia preselila na stadion Evžena Rošického, stadion na brdu Strahov, koji je velik, ali neudoban i slabo dostupan. 
Početkom 1990-ih, cijela je gradnja otkazana i Slavia se preselila natrag u Eden. Na mjestu nekadašnje istočne tribine izgrađena je privremena tribina, ali bilo je jasno da je stadion Eden zastario i da je Slaviji potreban novi teren. Napravljeno je još nekoliko projekata, ali Slavia nije uspjela prikupiti dovoljno sredstava i bilo je određenih pravnih problema, jer su prostori bili u državnom vlasništvu i bilo je potrebno puno truda da se vlasništvo prenese na Slaviju. Godine 2000., stadion je prestao zadovoljavati kriterije za domaćinstvo utakmica češke Prve lige, pa se Slavia ponovno preselila u nepopularni Strahov.

### Novi stadion
Slavia je napokon predstavila projekt novog stadiona, ali nikakva gradnja nije započela. U prosincu 2003. godine srušen je stari stadion Eden, a Slavia je najavila da će novi stadion biti otvoren 19. listopada 2005. godine. Međutim, do listopada 2005. gradnja nije ni započela. Prošla je još jedna godina. Projekt je trebalo smanjiti kako bi se troškovi gradnje smanjili s 1,8 milijardi čeških kruna na manje od milijardu. Izgradnja je na kraju započela u listopadu 2006.
Unatoč tome što stadion nije u potpunosti dovršen, otvoren je 7. svibnja 2008. godine revijalnom utakmicom protiv Sveučilišta Oxford AFC. U ovoj su utakmici sudjelovale mnoge bivše zvijezde Slavije (poput Pavela Kuke, Patrika Bergera, Jana Suchopáreka i Ive Knoflíčeka), Slavia je pobijedila s 5–0. 
Prva službena utakmica na novom stadionu odigrana je 17. svibnja 2008. protiv Jabloneca, utakmica je završila 2–2, čime je Slavia osigurala naslov prvaka Češke u ovoj posljednjoj utakmici sezone 2007./08.
Godine 2016., CEFC China Energy, koji je prethodno kupio većinski udio u SK Slavia Prag, pokušao je kupiti 70% udjela u stadionu i najavio planove uložiti oko 50 milijuna eura (uključujući nabavnu cijenu) u povećanje kapaciteta stadiona i pretvoriti ga u glavni nacionalni stadion reprezentacije Češke. U travnju 2017. objavljeno je da su se detalji transakcije promijenili i da je stadion CEFC China Energy kupio u cijelosti. Stadion je tada preimenovan u Stadion Sinobo. Stadion je preimenovan u Fortuna Arena 2022. godine.

## Vanjske poveznice
|  | Zajednički poslužitelj ima još gradiva o temi Eden Arena |

- Službene stranice  Arhivirana inačica izvorne stranice od 16. svibnja 2016. (Wayback Machine) (češ.)